# Sergei Walerjewitsch Sewostjanow
Sergei Walerjewitsch Sewostjanow (russisch Сергей Валерьевич Севостьянов; * 24. Juli 1980 in Angarsk, Russische SFSR) ist ein russischer Eishockeyspieler, der seit 2010 bei Rubin Tjumen in der Wysschaja Hockey-Liga unter Vertrag steht. Sein Zwillingsbruder Michail ist ebenfalls professioneller Eishockeyspieler.

## Karriere
Sergei Sewostjanow begann seine Karriere als Eishockeyspieler beim HK Lada Toljatti, für den er von 1998 bis 2006 in der russischen Superliga aktiv war. Parallel spielte er zwischen 1998 und 2000 für ZSK WWS Samara. Mit Lada Toljatti wurde der Angreifer in der Saison 2004/05 Vizemeister. Während der Saison 2005/06 wechselte er zu deren Ligarivalen Chimik Moskowskaja Oblast, für den er die folgenden eineinhalb Jahre auf dem Eis stand. Für die Saison 2007/08 unterschrieb der Center beim amtierenden Meister HK Metallurg Magnitogorsk, mit dem er 2008 den IIHF European Champions Cup gewann. Im Sommer 2008 wechselte Sewostjanow zu Amur Chabarowsk in die neugegründete Kontinentale Hockey-Liga. Nach einem Jahr schloss er sich für die Saison 2009/10 innerhalb der KHL seinem Ex-Klub HK Lada Toljatti an.  
Seit der Saison 2010/11 spielt Sewostjanow für Rubin Tjumen in der neuen zweiten russischen Spielklasse, der Wysschaja Hockey-Liga.

## Erfolge und Auszeichnungen
- 2005 Russischer Vizemeister mit HK Lada Toljatti
- 2008 IIHF-European-Champions-Cup-Gewinn mit HK Metallurg Magnitogorsk

## KHL-Statistik
(Stand: Ende der Saison 2010/11)